# Elmore James
Elmore James, pseudonimo di Elmore Brooks (Richland, 27 gennaio 1918 – Chicago, 24 maggio 1963), è stato un musicista, compositore e bluesman statunitense, ricordato per il suo inconfondibile stile chitarristico e vocale.
È stato uno dei più importanti bluesmen neri e ha influenzato una intera generazione di musicisti rock. Molti suoi brani furono reinterpretati da artisti e band inglesi quali Eric Clapton, John Mayall, Fleetwood Mac. 
Elmore James fu il vero punto di riferimento tecnico per tutti i chitarristi slide a venire, Duane Allman, Johnny Winter e Brian Jones per citarne alcuni. Suonò con i leggendari bluesmen Robert Johnson (sembra che si siano incontrati nel 1936) e Sonny Boy Williamson II, dai quali imparò molti trucchi del mestiere.

## Biografia
È stato soprannominato "The King of Slide" per il suo particolare stile chitarristico con un suono vibrato a scorrere che ha fatto scuola tanto da diventare una leggenda.
Malato di cuore è morto nel 1963 a soli 45 anni stroncato da un infarto.

## Discografia

### Singoli

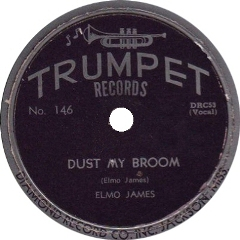
Etichetta del disco Dust My Broom

- 1951 - Dust My Broom/Catfish Blues (accreditato a Bobo Thomas, non Elmore) (Trumpet 146 [78])
- 1952 - I Believe/I Held My Baby Last Night (Meteor 5000)
- 1953 - Baby, What's Wrong/Sinful Women (Meteor 5003)
- 1953 - Early in the Morning/Hawaiian Boogie (Flair 1011)
- 1953 - Country Boogie/She Just Won't Do Right (Checker 777)
- 1953 - Can't Stop Lovin/Make a Little Love (Flair 1014)
- 1953 - Please Find My Baby/Strange Kinda' Feeling (Flair 1022)
- 1954 - Hand in Hand/Make My Dreams Come True (Flair 1031)
- 1954 - Sho Nuff I Do/1839 Blues (Flair 1039)
- 1954 - Dark and Dreary/Rock My Baby Right (Flair 1048 [78])
- 1954 - Sunny Land/Standing at the Crossroads (Flair 1057)
- 1955 - Late Hours at Midnight/The Way You Treat Me (Flair 1062)
- 1955 - Happy Home/No Love in My Heart (Flair 1069)
- 1955 - Dust My Blues/I Was a Fool (Flair 1074)
- 1955 - I Believe My Time Ain't Long/I Wish I Was a Catfish (Ace 508 [rifacimento di Trumpet 146])
- 1955 - Blues Before Sunrise/Good Bye (Flair 1079)
- 1956 - Wild About You/Long Tall Woman (Modern 983)
- 1957 - The 12 Year Old Boy/Coming Home (Chief 7001 & Vee Jay 249)
- 1957 - It Hurts Me Too/Elmore's Contribution to Jazz (Chief 7004)
- 1957 - Elmore's Contribution to Jazz/It Hurts Me Too (Vee Jay 259)
- 1957 - Cry for Me Baby/Take Me Where You Go (Chief 7006 & Vee Jay 269)
- 1959 - Make My Dreams Come True [rifacimento di Flair 1031 'B'side]/Bobby's Rock (Fire 1011)
- 1960 - Dust My Blues [rifacimento di Flair 1074]/Happy Home [rifacimento di Flair 1069] (Kent 331)
- 1960 - The Sky Is Crying/Held My Baby Last Night (Fire 1016)
- 1960 - I Can't Hold Out/The Sun Is Shining (Chess 1756)
- 1960 - Rollin' and Tumblin'/I'm Worried (Fire 1024)
- 1960 - Knocking at Your Door/Calling All Blues [by Earl Hooker/Junior Wells] (Chief 7020)
- 1960 - Done Somebody Wrong/Fine Little Mama (Fire 1031)
- 1961 - Look On Yonder Wall/Shake Your Moneymaker (Fire 504)
- 1962 - Stranger Blues/Anna Lee (Fire 1503)
- 1962 - The Sky Is Crying/Held My Baby Last Night [rifacimento di Fire 1016] (Down Home 775/6)
- 1964 - Dust My Blues/Happy Home [rifacimento di Kent 331] (Kent 394)
- 1964 - Dust My Blues/Happy Home [rifacimento di Kent 394] (Sue 335)
- 1965 - Bleeding Heart/It Hurts Me Too (Enjoy 2015 [1st pressing])
- 1965 - It Hurts Me Too/Pickin' The Blues (Enjoy 2015 [2nd pressing])
- 1965 - My Bleeding Heart/One Way Out (Sphere Sound 702])
- 1965 - It Hurts Me Too/Bleeding Heart (Sue 383)
- 1965 - Bleeding Heart/Mean Mistreatin' Mama (Enjoy 2020)
- 1965 - Knocking at Your Door/Calling All Blues [rifacimento di Chief 7020] (Sue 392)
- 1965 - Look On Yonder Wall/Shake Your Moneymaker (Enjoy 2022)
- 1965 - The Sky Is Crying [rifacimento]/Standing at The Crossroads [alt. take] (Flashback 15)
- 1965 - Standing at the Crossroads/Sunnyland [rifacimento di Flair 1057] (Kent 433)
- 1965 - Everyday I Have the Blues/Dust My Broom [# 4] (Enjoy 2027)
- 1965 - Cry for Me Baby/Take Me Where You Go [rifacimento di Chief 7006] (U.S.A. 815)
- 1965 - Cry for Me/Take Me Where You Go [rifacimento di Chief 7006] (S&M 101)
- 1966 - Shake Your Money Maker/I Need You (Sphere Sound 708)

### Album
- 1961 - Blues After Hours (Crown 5168)
- 1965 - The Best Of (Sue 918 [UK])
- 1965 - The Sky Is Crying (Sphere Sound 7002)
- 1965 - Memorial Album (Sue 927 [UK])
- 1966 - The Blues in My Heart, The Rhythm in My Soul (rifacimento di Blues After Hours) (United 716)
- 1966 - The Blues in My Heart, The Rhythm in My Soul (rifacimento di Blues After Hours) (Custom 2054)
- 1967 - Original Folk Blues (Kent 5022)
- 1967 - I Need You (Sphere Sound 7008)
- 1968 - The Late Fantastically Great (rifacimento di Blues After Hours) (Ember 3397 [UK])
- 1968 - Tough (Chess recordings + tracks by John Brim) (Blue Horizon 7-63204 [UK])
- 1968 - Something Inside of Me (Bell 104 [UK])
- 1969 - The Legend of Elmore James (Kent 9001)
- 1969 - Elmore James (Bell 6037)
- 1969 - Whose Muddy Shoes (+ tracks by John Brim) (Chess 1537)
- 1969 - The Resurrection of Elmore James (Kent 9010)
- 1969 - To Know a Man (2LP) (Blue Horizon 7-66230 [UK])

### Compilation
- The Collection - 20 Blues Greats - LP 1985 etichetta DEJA VU DVLP 2035 , distribuzione Durium
- 1993 - Charly Blues Masterworks Volume 28: Standing at the Crossroad
- 1993 - The Sky Is Crying: The History Of Elmore James
- 1999 - Rollin' and Tumblin'
- 2002 - Legends of Blues, Pickin' The Blues; The Greatest Hits
- 2005 - King of the Slide Guitar: The Complete Trumpet, Chief and Fire Sessions
- 2006 - A Proper Records Introduction to Elmore James: Slide Guitar Master

## Curiosità
- Elmore James è citato nel film The Blues Brothers da Elwood Blues; il personaggio già si riferisce al musicista blues come a una sorta di leggenda.
- George Harrison lo cita nella sua For You Blue dell'album Let It Be.
- Nel 1962-1963 Brian Jones (il chitarrista fondatore dei Rolling Stones) si faceva chiamare Elmo Lewis in suo onore.